# Ютулстраумен
Ледникът Ютулстраумен (на норвежки: Jutulstraumen; на английски: Jutulstraumen Glacier) е един от най-големите планински ледник в Източна Антарктида, Бряг принцеса Марта на Земя кралица Мод с дължина 220 km. Води началото си от платото Амундсенисен (вр. Систефел 2465 m), като „протича“ в северна посока. Отляво в него се „вливат“ вторичните ледници Пенк (води началото си от планината Керуанвеген), Фросленет (от планината Блудоу) и Видален (от планината Зейлкопф). След приемането на тези ледени притоци ледникът Ютулстраумен става много голям и широк, като „тече“ на север между платото Алмарюген (1079 m) на запад и планината Свердруп (2465 m) на изток и се „влива“ в югозападната част на шелфовия ледник
Фимбулисен. Скоростта на течението на ледника е една от най-големите в Антарктида, като в долната му част тя достига до 4 m на ден.
Ледникът Ютулстраумен е открит и картиран на базата на извършената топографска снимка от смесената норвежко-британско-шведска антарктическа експедиция през 1949 – 1952 г. и е наименуван Ютулстраумен (потокът на троловете в скандинавската митология). През 1958 – 59 г. на базата на направените аерофотоснимки от поредната норвежка антарктическа експедиция ледникът е детайлно заснет и картиран.